# 竹柴其水
竹柴其水（たけしば きすい、弘化4年（1847年）- 大正12年（1923年）2月7日）は、歌舞伎作者。本名は岡田 進蔵（おかだ しんぞう）。
江戸に大工の子として生まれ、幼名を駒沢鏡之助といったが、のち京橋の材木商・岡田某の養子となる。
十二代目守田勘彌宅に寄宿し、三代目桜田治助の門人となって熨斗進蔵（のし しんぞう）を名乗り、守田座のために作品を書いた。のち二代目河竹新七（黙阿弥）に入門し、明治6年（1873年）竹柴進三（たけしば しんぞう）と改名。明治17年（1884年）には新富座の立作者となり、同20年に黙阿弥の俳名を与えられて竹柴其水を名乗る。その後明治座の立作者となり、主に初代市川左團次のために作品を書いた。代表作に『神明恵和合取組』（め組の喧嘩）、『那智滝祈誓文覚」などがある。墓所は目黒の高福院にある。

## 作品
- 千石船帆影白浜
- 土佐半紙初荷艦
- 奈智深山誓文覚
- 山開目黒新富士
- 会津産明治組重
- 日本誉朝鮮軍記
- 石橋山源氏旗揚
- 遠山桜天保日記（遠山金四郎）
- 神明恵和合取組（め組の喧嘩）
- 仇名草由縁八房（八犬伝）
- 木原山簑笠隠家
- 甲州流武田幕張
- 東北団四郎坊主
- 西東恋取組
- 伊達模様好織分
- 一刀流成田掛額
- 三羽烏山城名所
- 新日本両港大漁
- 身延詣甲斐融転
- 皐月晴上野朝風

## 刊本
- 世話狂言傑作集 第7巻『神明恵和合取組・三人片輪・皐月晴上野朝風・一刀流成田掛額 第1–8巻』春陽堂、1925–26年
- 日本戯曲全集 歌舞伎篇 第32巻『神明恵和合取組・三人片輪・皐月晴上野朝風・松名高紅葉京橋・遠山桜天保日記・新曲墨塗女・会津産明治組重』春陽堂、1929年
- 名作歌舞伎全集 第17巻『神明恵和合取組』東京創元社、1971年
- 歌舞伎オン・ステージ 7『神明恵和合取組』白水社、1986年
- 国立劇場歌舞伎公演上演台本『遠山桜天保日記』国立劇場、2008年